# Karin Erlandsson
Karin Erlandsson, född 1978 i Nykarleby, är en åländsk författare.
Karin Erlandsson växte upp i Nykarleby i Österbotten. Hon studerade litteraturvetenskap och kvinnovetenskap vid Åbo akademi med magisterexamen 2005. Hon var en av tolv deltagare  2001-02 i Åbo Akademis första författarutbildning Litterärt skapande.
Hon har bott och arbetat på Åland sedan 2006. Först som allmänreporter och från 2011 som kulturredaktör på Nya Åland i Mariehamn. Numera är Erlandsson författare på heltid.
Hon fick tredjepris i Arvid Mörne-tävlingen 2002 och vann Solveig von Schoultz-tävlingen 2012.
Hon debuterade som romanförfattare 2014 med Minkriket och nominerades som kandidat från Åland till Nordiska rådets litteraturpris 2015 för denna. Hennes fantasyserie Legenden om ögonstenen har fyra delar: Bergsklättraren, Pärlfiskaren, Fågeltämjaren och Segraren. Till bokserien hör även det fiktiva uppslagsverket Myter och fakta om pärlornas ursprung, som Karin Erlandsson skrivit tillsammans med sin son Frans Erlandsson. Detta uppslagsverk finns med bl.a. i Pärlfiskaren, där det läses av karaktärerna och har en viktig roll i handlingen.
Pärlfiskaren, med illustrationer av Tuuli Toivola, fick Runeberg Junior-priset 2018. År 2021 fick Erlandsson Runeberg Junior-priset för andra gången med boken Nattexpressen, illustrerad av Peter Bergting.
Som erkänsla och belöning för sin samlade utgivning fick Erlandsson 2021 Folktingets förtjänstmedalj,  samt 2022 både Århundradets kulturpris av Ålands kulturdelegation och Finlands Vita Ros ordens förtjänstkors. 
Erlandsson vann första pris i Sveriges Radios novelltävling 2023, med novellen "Lådan", som även är utgiven i bokform med titeln "Tystnaden i byn".
Erlandssons böcker har översatts till flera språk.
Under 2025 utkommer Erlandsson med fem nya titlar, i olika genrer och på olika förlag.

### Antologier
- Lust och last. Poesi och prosa från Svenskfinland. Åbolands litteraturförening r.f., Åbo 1996
- Nuts Nuts. 49 dikter i Arvid Mörne-tävlingen i lyrik 1998. Schildts, Helsingfors 1998. ISBN 951-50-0959-6
- Det kostar med gran. Dikter ur Arvid Mörne-tävlingen 2000. Schildts, Helsingfors 2000. ISBN 951-50-1180-9
- Österbotten. Mötesplats - en litteraturantologi. Svensk-Österbottniska samfundet r.f., Vasa 2001. ISBN 951-96002-6-4, ISSN 0357-9956
- Reviiri. Uuden kirjallisuuden vuosikirja. Varsinais-Suomen taidetoimikunta, Åbo 2001. ISBN 952-5194-24-8
- Barn i baksäte. Dikter ur Arvid Mörne-tävlingen 2002. Schildts, Helsingfors 2002. ISBN 951-50-1310-0
- Man har sina sidor: En antologi om män. Söderströms, Helsingfors 2003. ISBN 951-52-2087-4
- En dag full av hopp. 100 andakter. Fontana Media, Helsingfors 2021. ISBN 9789515508690

### Non-fiction
- Sött och nött. Söderströms, Helsingfors 2012. ISBN 978-951-52-2890-1
- Hela himlen stormar. Fontana media, Helsingfors 2018.
- Alla orden i mig. Schildts & Söderströms, Helsingfors 2019. ISBN 978-951-52-4410-9
- Det blå garnet. Schildts & Söderström, Helsingfors 2022. ISBN 978-951-52-5773-4

### Romaner och noveller
- Minkriket. Schildts & Söderströms, Helsingfors 2014. ISBN 978-951-52-3451-3
- Missdåd. Schildts & Söderströms, Helsingfors 2016. ISBN 978-951-52-3797-2
- Pojken. Schildts & Söderströms, Helsingfors 2018. ISBN 978-951-52-4410-9
- Hem. Schildts & Söderström, Helsingfors 2021. ISBN 978-951-52-5416-0
- Tystnaden i byn. Nypon och Vilja förlag, Lund 2023. ISBN 9789179496258
- Diamanten. Nypon och Vilja förlag, Lund 2023  ISBN 9789179497378

### Barn- och ungdsomsböcker
- Pärlfiskaren. Schildts & Söderströms, Helsingfors 2017. ISBN 978-951-52-4339-3
- Fågeltämjaren. Schildts & Söderströms, Helsingfors 2018. ISBN 978-951-52-4629-5
- Bergsklättraren. Schildts & Söderströms, Helsingfors 2019. ISBN 978-951-52-4808-4
- Segraren. Schildts & Söderströms, Helsingfors 2019. ISBN 978-951-52-4927-2
- Myter och fakta om pärlornas ursprung, Helsingfors 2020. (Ill. Ludwig Sandbacka) ISBN 978-951-52-5152-7
- Nattexpressen. Schildts & Söderström, Helsingfors 2020. (Ill. Peter Bergting) ISBN 978-951-52-5155-8
- Pussel. Ålands handikappsförbund, Mariehamn 2021.
- Träden tar över. Hegas, Helsingborg 2023. ISBN 978-91-89777-63-7
- Träden står tätt. Hegas, Helsingborg 2024.  ISBN 978-91-89794-23-8
- Juno tänder månen. Schildts och Söderströms 2024. ISBN 9789515260925
- Till sista trädet. Hegas, Helsingborg 2024.  ISBN 9789189794597
- Havets väktare 1 - De försvunna. Hegas. Helsingborg 2025. ISBN 9789180933292
- Solen väcker Juno. Schildts och Söderströms 2025.  ISBN 9789515263667